# Finedon
Finedon – wieś w Anglii, w hrabstwie Northamptonshire, w dystrykcie (unitary authority) North Northamptonshire. Leży 20 km na północny wschód od miasta Northampton i 99 km na północ od Londynu. Miejscowość liczy 4 309 mieszkańców.